# Portada/efemèride maig 19
Malcolm X
« 18 de maig · 19 de maig · 20 de maig »